# Nathan Burns
Nathan Burns, avstralski nogometaš, * 7. maj 1988.
Za avstralsko reprezentanco je odigral 24 uradnih tekem in dosegel tri gole.